# Tabajara (escola de samba)
Tabajara é uma escola de samba do carnaval de Uberlândia.
Suas cores são o branco, preto e o azul. Seu símbolo é um rosto de um índio Tabajara.
Até hoje, confunde-se com o bairro Tabajaras de Uberlândia, mas a origem da entidade é o bairro Patrimônio.

## História
A Tabajara foi criada em 1954 pelos mestres Pato e Lotinho a partir de um bloco carnavalesco com sede no extinto bar "Caça Roupa" ou José do Patrocínio, reduto dos negros de numa cidade que era extremamente segregadora e racista.[carece de fontes?] O nome foi inspirado na Orquesta Tabajara de Severino Araújo, e em homenagem aos índios Tabajaras, que inspiraram a primeira fantasia de seus componentes foliões.
Em 1956 a Rádio Educadora de Uberlândia realizou o primeiro concurso de escolas de samba da cidade, sendo a Tabajara sua primeira campeã. Também foi campeã do primeiro concurso oficial do carnaval de Uberlândia em 1957.
Daí em diante a história da escola foi de grandes oscilações entre vitórias e derrotas, chegando a Tabajara a ficar 18 anos sem nenhum título.
Em 2005 a escola desenvolveu uma homenagem à Estrada de Ferro Mogiana que trouxe desenvolvimento e participou da história de Uberlândia). Em 2006, homenageou a célebre artista Carmem Miranda.
No ano de 2007, a Tabajara abordou a culinária brasileira como tema de seu desfile. No ano seguinte, partindo do mote da reciclagem, apresentou um enredo crítico aos problemas ambientais e éticos do Brasil.
Em 2009 a escola contou no enredo a história de Chico Rei, escravo trazido à Vila Rica, que acumulou ouro para alforriar seus pares e que trouxe a tradição do congado para o Brasil. A escola aproveitou o enredo para homenagear também o centenário da Irmandade do Rosário em Uberlândia.
No ano seguinte, 2010, a Tabajara levou para a avenida uma abordagem sobre as mitologias do boi em várias culturas, tendo como tema principal a tradição do Boi-Bumbá do Maranhão. A escola também fez referências à figura do Boi em culturas ancestrais como por exemplo, o Bezerro de Ouro adorado pelos exilados do Egito e do significado sagrado do Boi para as mitologias grega (Minotauro) e egípcia. Com mais de setecentos componentes que cantaram o samba enredo a escola  conquistou o hexacampeonato que apesar de ser um fabuloso êxito, não é inédito para a Escola que, de 1956 a 1961 já havia conquistado tal façanha.
Em 2011, mais uma vez sob o comando do carnavalesco Flávio Arciole, a escola obteve o seu heptacampeonato.
Como no primeiro desfile em que seus componentes se fantasiaram de índios Tabajaras, a escola voltou à avenida contando um pouco sobre a ancestralidade indígena na formação da nação brasileira. Ao som de Maracás, os povos indígenas do Brasil foram cantados e encenados em fantasias, alegorias e evoluções. Na Comissão de Frente, o canto dos guerreiros Tabajaras abrium o desfile com danças e rituais sagrados indígenas, como o Toré.  A Maloca (morada coletiva),  foi representada por uma alegoria em que uma Oca (casa) era coberta por uma couraça de Tatu' onde índias preparavam tapiocas, distribuídas ao público durante o desfile.
Nas fantasias, alegorias e no samba-enredo, a escola enfatizou a contribuição dos troncos lingüísticos como o Tupi-Guarani  e Tapuias.
Em 2012, conquistou o octacampeonato consecutivo, mostrando em seu desfile a saga do migrante nordestino rumo à terra fértil – que no enredo, era Uberlândia. A Tabajara levou para a avenida representações da cultura nordestina, iniciando o desfile com uma Comissão de Frente que, de dentro de uma mala (matula), fazia sair bailarinos atuando como bonecos de barro (em uma referência ao artesanato de Mestre Vitalino. No abre-alas uma bela representação dos retirantes sob a seca do Nordeste. Também foram retratatos em alegorias e fantasias mais traços da cultura nordestina, como a religiosidade (Padre Cícero, o Maracatu), a musicalidade (o baião de Luiz Gonzaga, o frevo, os repentistas, o trio de forró, os tambores do Olodum), as festas juninas, a literatura de cordel, as histórias de Lampião e Maria Bonita, dentre outras curiosidades. Fechando o desfile, a escola representou a contribuição do trabalho dos Nordestinos para o progresso do município.
No Carnaval de 2013 a Tabajara foi eneacampeã com o enredo "O MITO DA CRIAÇÃO NA AURORA DOS DEUSES NAGÔS". Com esse tema, a escola contou na avenida um pouco da mitologia do povo Iorubá que trata da criação do mundo e do homem. Segundo a tradição Nagô/Iorubá Olorum - o deus supremo - confiou a Oxalá e aos outros orixás Fun Fun (dos panos brancos) a tarefa de criar o mundo (Ayê) nos limites do Orum (céu). Não fazendo as oferendas a Exu (orixá da essência humana, da sagacidade), Oxalá fracassou na missão, sendo engando por esse orixá. A Odudua, irmã de Oxalá, foi confiada a tal missão. Cumprindo a tradição, Odudua realiza todos os rituais antes de partir para cumprir a tarefa, convidando todos os demais Orixás, cada um dominando seus elementos. A Tabajara desfilou em 4 blocos, cada um representando um dos 4 elementos. O desfile foi aberto pelo elemento AR (criado a partir da batida das asas de pombos brancos), seguido da Água (criada a partir de conchas e das lágrimas de Olorum ao ver a criação). O elemento TERRA (criada a partir dos ciscar de uma galinha d'angola) coloriu a avenida e o desfile foi encerrado pelo elemento FOGO (criado a partir de um camaleão dourado). Com este enredo, a Tabajara conquistou mais que um campeonato. Ela também contribuiu para difundir a cultura afro, combatendo preconceitos que ainda orbitam em nossa sociedade que não se enxerga como um povo nação mestiço.

## Segmentos

### Presidentes e vice-presidentes
| Nome           | Mandato                                                 | Ref.  |
| -------------- | ------------------------------------------------------- | ----- |
| Mestre Lotinho | Fundação - ?                                            | [ 4 ] |
| 2005 - 2007    | Davi / Moicano                                          |       |
| 2008 - 2009    | Luciano Moicano/"seu" PC                                |       |
| 2010-2011      | Priscila / Pablo                                        |       |
| 2011 - 2013    | Lucas Carlos de Oliveira "Lukinha" / Leo Silva "Leozin" | [ 4 ] |
| 2013-2014      | Leo Silva "Leozin" / Mary Yvone                         |       |

## Carnavais
| Ano  | Colocação | Enredo                                                                                     | Carnavalesco   | Intérprete | Ref |
| ---- | --------- | ------------------------------------------------------------------------------------------ | -------------- | ---------- | --- |
| 2005 | Campeã    | Tabajara: Na locomotiva do samba                                                           | Flávio Arciole |            |     |
| 2006 | Campeã    | Na batucada da vida: Taí, Carmem Miranda                                                   | Flávio Arciole |            |     |
| 2007 | Campeã    | Arroz, feijão e farinha: É Tabajara na cozinha                                             | Flávio Arciole |            |     |
| 2008 | Campeã    | O lixo que é luxo E o luxo que é lixo: Tabajara recicla o carnaval                         | Flávio Arciole |            |     |
| 2009 | Campeã    | Bota Rei Congo no Congajo                                                                  | Flávio Arciole |            |     |
| 2010 | Campeã    | Bumba meu pai do campo, Bumba meu Brasil Bumbá                                             | Flávio Arciole |            |     |
| 2011 | Campeã    | Sou Tupi, sou Guarani, sou Xavante, sou Yanomâmi, Carajás, Caiapó. Sou Tabajara do Brasil! | Flávio Arciole |            |     |
| 2012 | Campeã    | Peguei um pau-de-arara no sertão da Caatinga e no Cerrado em vim morar                     | Flávio Arciole |            |     |
| 2013 | Campeã    | O Mito da criação na aurora dos Deuses Nagôs                                               | Flávio Arciole |            |     |
| 2014 | Campeã    | Pé Vermelho e Fidalguia – Tabajara: 60 anos de Alegria                                     | Flávio Arciole |            |     |
| 2015 | Campeã    | Os ciganos no Brasil - Tabajara lança a sorte: Magias e Encantamentos                      | Flávio Arciole |            |     |
| 2016 | Campeã    |                                                                                            |                |            |     |
| 2017 |           |                                                                                            |                |            |     |